# Scymnus (zoologia)
Scymnus Kugelann, 1794, è un genere di insetti dell'ordine dei Coleotteri, famiglia Coccinellidae.
Gli Scymnus sono comuni e attivi predatori di afidi e cocciniglie, sia allo stadio larvale sia allo stadio adulto. Gli adulti hanno livree scure e poco appariscenti, con aspetto farinoso per la tomentosità del tegumento. Hanno dimensioni minori rispetto alle comuni coccinelle.

## Tassonomia
Sistematicamente si suddivide in sei sottogeneri, comprendenti alcune centinaia di specie tra cui:
- S. loewi
- S. pygmaeus
- S. abietis
- S. accampus
- S. agrumi
- S. akonis
- S. alishanensis
- S. alocasia
- S. alpestris
- S. ambonoidea
- S. ancontophyllus
- S. apetzi
- S. apetzoides
- S. apiciflavus
- S. arabicus
- S. argutus
- S. ater
- S. auritus
- S. axinoides
- S. babai
- S. baoxingensis
- S. bengalicus
- S. besucheti
- S. bhaumiki
- S. bifurcatus
- S. bistortus
- S. bivulnerus
- S. bogdoensis
- S. bourdilloni
- S. camptodromus
- S. canariensis
- S. caprai
- S. cedricolus
- S. centralis
- S. cercyonides
- S. chujoi
- S. cladocerus
- S. cnidatus
- S. coccivora
- S. comperei
- S. compoceratus
- S. contemtus
- S. corporosus
- S. crinitus
- S. cristiformis
- S. cryphaconicus
- S. curvus
- S. dactylicus
- S. damryi
- S. decemmaculatus
- S. dichorionicus
- S. dicorycus
- S. dipterygicus
- S. dissolobus
- S. dolichonychus
- S. dorcatomoides
- S. doriae
- S. dorotae
- S. ebneri
- S. epistemoides
- S. exilis
- S. exocorycus
- S. facetus
- S. fanjingicus
- S. femoralis
- S. fennicus
- S. ferrugatus
- S. flagellisiphonatus
- S. flavicollis
- S. folchinii
- S. formicarius
- S. formosanus
- S. franzi
- S. fraxini
- S. frontalis
- S. fruticis
- S. fujianensis
- S. fulvicollis
- S. fuscatus
- S. geminus
- S. giganteus
- S. godavariensis
- S. gonatoides
- S. grammicus
- S. gucheng
- S. haemorrhoidalis
- S. hatomensis
- S. hausmanni
- S. hepaticus
- S. heptaspilicus
- S. heyuanus
- S. hingstoni
- S. hirsutus
- S. hoffmanni
- S. hoocalis
- S. huashansong
- S. impexus
- S. inderihensis
- S. interruptus
- S. jaculatorius
- S. jakowlewi
- S. janetscheki
- S. japonicus
- S. jigongshan
- S. kabakovi
- S. kaguyahime
- S. kapuri
- S. kaszabianus
- S. kawamurai
- S. kimotoi
- S. klapperichi
- S. klinosiphonicus
- S. koebelei
- S. kosianus
- S. laetificus
- S. latemaculatus
- S. leo
- S. lijiangensis
- S. limbatus
- S. limnichoides
- S. linanicus
- S. lindbergi
- S. lonchiatus
- S. longmenicus
- S. loxiphyllus
- S. luciolus
- S. luxorensis
- S. lycotropus
- S. magnomaculatus
- S. manipulus
- S. marginalis
- S. marinellus
- S. marinus
- S. martensi
- S. mastigoides
- S. mellinus
- S. mesasiaticus
- S. minisculus
- S. miyamotoi
- S. miyatakei
- S. mongolicus
- S. najaformis
- S. nakaikemensis
- S. nankunicus
- S. nepalensis
- S. nephrospilus
- S. nigrinus
- S. nigrobasalis
- S. nigromarginalis
- S. ningshanensis
- S. notidanus
- S. novenus
- S. nubilus
- S. oblongulus
- S. oertzeni
- S. oestocraerus
- S. ohtai
- S. oncosiphonos
- S. orientalis
- S. osakaensis
- S. otohime
- S. ovimaculatus
- S. paganus
- S. pallipes
- S. paracrinitus
- S. paralleus
- S. paraperdere
- S. paratenuis
- S. pavesii
- S. pelecoides
- S. penicilliformis
- S. perdere
- S. petalinus
- S. pharaonis
- S. phylloides
- S. pinguis
- S. pirikamenoko
- S. podoides
- S. posticalis
- S. prostylotus
- S. puellaris
- S. pyrocheilus
- S. rectoides
- S. rectus
- S. rhachiatus
- S. rhamphiatus
- S. rhododendri
- S. rhombicus
- S. robustibasalis
- S. rubromaculatus
- S. ruficeps
- S. rufipennis
- S. rufipes
- S. rufoniger
- S. runcatus
- S. sacium
- S. sangtanabiensis
- S. sapporensis
- S. scalpratus
- S. scapanulus
- S. schawalleri
- S. schmidti
- S. scrobiculatus
- S. secula
- S. shirozui
- S. shixingicus
- S. silesiacus
- S. singularis
- S. sinuanodulus
- S. smetanai
- S. sodalis
- S. spirosiphonicus
- S. stigmatopterus
- S. subvillosus
- S. sufflavus
- S. suffrianioides
- S. suturalis
- S. suturaloides
- S. syoitii
- S. syriacus
- S. tachengicus
- S. taishuensis
- S. takabayashii
- S. takaraensis
- S. takasago
- S. tegminalis
- S. tenuis
- S. testacecollis
- S. testaceus
- S. thecacontus
- S. toxosiphonius
- S. trimaculatus
- S. tristigmaticus
- S. trisulicus
- S. trojanus
- S. tschungi
- S. tsugae
- S. tsushimaensis
- S. tympanus
- S. unciformis
- S. urgensis
- S. vencoxus
- S. victoris
- S. villis
- S. vinhphuensis
- S. xanthostethus
- S. yaling
- S. yamato
- S. yemenensis
- S. yungshanpingensis